# Tygodnik Tucholski
Tygodnik Tucholski - prywatna gazeta, tygodnik, ukazuje się od 7 lutego 1992 roku na obszarze powiatu tucholskiego, nakładem ok. 7000 egz. Jest gazetą informacyjną na poziomie społeczności lokalnej. Bierze udział w organizowaniu akcji i imprez o zasięgu powiatowym.
Tygodnik Tucholski jest członkiem Stowarzyszenia Gazet Lokalnych.